# Uroxys thoracalis
Uroxys thoracalis är en skalbaggsart som beskrevs av Vladimir Balthasar 1940. Uroxys thoracalis ingår i släktet Uroxys och familjen bladhorningar. Inga underarter finns listade i Catalogue of Life.